# Ternstroemia howardiana
Ternstroemia howardiana är en tvåhjärtbladig växtart som beskrevs av Clarence Emmeren Kobuski. Ternstroemia howardiana ingår i släktet Ternstroemia och familjen Pentaphylacaceae. Inga underarter finns listade i Catalogue of Life.